# Santa Lúcia (kommun i Brasilien, Paraná)
Santa Lúcia är en kommun i Brasilien.   Den ligger i delstaten Paraná, i den södra delen av landet, 1 200 km sydväst om huvudstaden Brasília. Antalet invånare är 3 926.
Omgivningarna runt Santa Lúcia är en mosaik av jordbruksmark och naturlig växtlighet. Runt Santa Lúcia är det ganska glesbefolkat, med 45 invånare per kvadratkilometer.